# Harry Potter (serie de televisión)
Harry Potter es una próxima serie de televisión de fantasía de HBO, basada en la saga de novelas homónima de J. K. Rowling. La producción corre a cargo de HBO Entertainment, Brontë Film and TV, Warner Bros. Television y Heyday Films. Estará protagonizada por Dominic McLaughlin en el rol del personaje titular, con Alastair Stout y Arabella Stanton actuando como Ron Weasley y Hermione Granger, respectivamente. John Lithgow, Janet McTeer, Paapa Essiedu y Nick Frost también son parte del elenco principal.
El desarrollo de la serie de Harry Potter se dio a conocer en enero de 2021, con la intención de producir varias temporadas, a lo largo una década, que adapten fielmente los libros originales. Bajo la dirección creativa de la showrunner Francesca Gardiner y del director Mark Mylod, el proceso de castin para los papeles principales comenzó en noviembre de 2024 y los fichajes se confirmaron en abril de 2025. Tras la apertura de una convocatoria en septiembre de 2024 para el trío protagonista, en la que se consideraron 32 000 actores, McLaughlin, Stout y Stanton fueron anunciados en mayo de 2025.
Originalmente se planeó que la serie se lanzase en la plataforma Max, pero se trasladó a HBO en junio de 2024. La fotografía principal comenzó en julio de 2025 en Leavesden Studios. Harry Potter tiene previsto su estreno para inicios de 2027.

## Elenco y personajes

### Principales
- Dominic McLaughlin como Harry Potter: un huérfano de 11 años. Al ser aceptado en el Colegio Hogwarts de Magia y Hechicería, descubre que es un famoso mago conocido por haber sobrevivido, cuando era un bebé, al asesinato de sus padres a manos del mago tenebroso Lord Voldemort.[1]
- Alastair Stout como Ron Weasley: el mejor amigo de Harry en Hogwarts y miembro de la familia de magos Weasley.[1]
- Arabella Stanton como Hermione Granger: la otra mejor amiga de Harry y la más inteligente del trío.[1]
- John Lithgow como Albus Dumbledore: el director de Hogwarts.[2]
- Janet McTeer como Minerva McGonagall: la profesora de Transformaciones de Hogwarts.[2]
- Paapa Essiedu como Severus Snape: el profesor de Pociones de Hogwarts.[2]
- Nick Frost como Rubeus Hagrid: el guardabosques y cuidador de los terrenos de Hogwarts.[2]

### Recurrentes
- Luke Thallon como Quirinus Quirrell: el profesor de Defensa contra las Artes Oscuras de Hogwarts.[2]
- Paul Whitehouse como Argus Filch: el conserje de Hogwarts.[2] Whitehouse interpretó a Sir Cadogan en Harry Potter y el prisionero de Azkaban (2004), aunque sus escenas fueron eliminadas de la versión final de la película.[3]
- Bertie Carvel como Cornelius Fudge: el ministro de Magia.[4]
- Bel Powley como Petunia Dursley: la tía con la que Harry se va a vivir tras la muerte de sus padres.[5]
- Daniel Rigby como Vernon Dursley: el tío con el que Harry se va a vivir tras la muerte de sus padres.[5]
- Katherine Parkinson como Molly Weasley: la madre de Ron.[6]
- Lox Pratt como Draco Malfoy: un estudiante de Hogwarts y adversario de Harry.[6]
- Johnny Flynn como Lucius Malfoy: el padre de Draco.[6]
- Leo Earley como Seamus Finnigan: un estudiante de Hogwarts.[6]
- Alessia Leoni como Parvati Patil: una estudiante de Hogwarts.[6]
- Sienna Moosah como Lavender Brown: una estudiante de Hogwarts.[6]
- Rory Wilmot como Neville Longbottom: un estudiante de Hogwarts.[7]
- Amos Kitson como Dudley Dursley: el primo de Harry.[7]
- Louise Brealey como Rolanda Hooch: la profesora de Vuelo de Hogwarts.[7]
- Anton Lesser como Garrick Ollivander: un fabricante de varitas y propietario de Ollivanders en el callejón Diagon.[7]

También se ha confirmado la aparición de Peeves, aunque aún no se ha revelado quién lo interpretará. El personaje, presente en todos los libros de la saga principal, fue completamente omitido en la serie de películas, a pesar de que Rik Mayall llegó a filmar escenas en el rol para Harry Potter y la piedra filosofal (2001).

## Producción
Harry Potter es una coproducción entre HBO Entertainment, Brontë Film and TV, Warner Bros. Television y Heyday Films. La showrunner Francesca Gardiner y el director Mark Mylod son productores ejecutivos junto a J. K. Rowling, Neil Blair, Ruth Kenley-Letts y David Heyman.

### Antecedentes

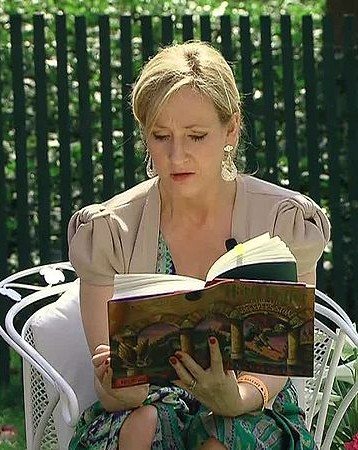
J. K. Rowling, creadora de la saga y productora ejecutiva de la serie, leyendo Harry Potter y la piedra filosofal (1997) durante un evento en la Casa Blanca en 2010.

Harry Potter es una heptalogía literaria escrita por Rowling y publicada entre 1997 y 2007. Entre 2001 y 2011, la obra fue adaptada al cine en ocho largometrajes homónimos, al dividirse en dos partes la versión cinematográfica de la última novela. Tanto la serie original como sus adaptaciones audiovisuales tuvieron un impacto significativo en la cultura popular. Los libros fueron traducidos a más de ochenta idiomas, y la franquicia fílmica se sitúa como la cuarta más taquillera de la historia, con una recaudación global que supera los US$9 600 millones.
En 2021, directivos de Warner Bros. se pusieron en contacto con guionistas de televisión para proponer ideas sobre posibles historias ambientadas en el universo de Harry Potter. Entre las opciones consideradas se encontraba una precuela que contara con James y Lily Potter, los padres de Harry, así como un proyecto ambientado en una escuela de magia distinta a Hogwarts. Sin embargo, ninguna de estas ideas fue presentada a Rowling, ya que los ejecutivos eran conscientes de que ella tenía derecho a vetar cualquier propuesta. Este poder de veto proviene de un acuerdo alcanzado a principios de los años 2000, en el que Rowling exigió conservar la autoridad sobre cualquier proyecto no escrito por ella.
En Harry Potter 20th Anniversary: Return to Hogwarts (2022), la ausencia de Rowling recibió particular atención de diferentes medios. En agosto de 2022, confirmó que fue invitada pero terminó rechazando la oferta. Erich Schwartzel, de The Wall Street Journal, mencionó que para dicho punto Rowling había evitado a ejecutivos de Warner Bros. durante dos años. Schwartzel atribuyó este comportamiento al sentimiento de traición que experimentó Rowling hacia la empresa que había recaudado «miles de millones de dólares gracias a su creación», pero que no salió en su defensa cuando fue objeto de cancelación debido a sus opiniones sobre temas transgénero. Ese noviembre, David Zaslav, quien para entonces fungía como director ejecutivo de Warner Bros. Discovery desde hacía tan solo tres meses, reveló su interés de trabajar con Rowling en nuevos proyectos de Harry Potter, a lo que Schwartzel llamó un intento de «reparar los daños». Así mismo, comentó que Zaslav recibió la recomendación de reunirse con Rowling si quería tener la oportunidad de «ganarse a la escritora que controla la propiedad más valiosa de su empresa». Su primera conversación, que duró cuatro horas, tuvo lugar en un bar londinense, donde Zaslav le introdujo a Rowling la idea de una serie de televisión basada en sus libros.

### Desarrollo
En enero de 2021, The Hollywood Reporter reveló que una serie de Harry Potter estaba en las primeras etapas de desarrollo y que los ejecutivos de HBO Max estaban buscando posibles guionistas. Sin embargo, tanto HBO Max como Warner Bros. negaron el informe, afirmando que no había ninguna serie de Harry Potter en desarrollo en el estudio ni en la plataforma de streaming. Para mayo de 2022, comenzaron a circular informes sobre una reunión entre Zaslav y Rowling, en la que discutieron futuros proyectos dentro del Mundo Mágico para HBO Max.
En diciembre de 2022, se informó que la directora ejecutiva de Warner Bros. Television, Channing Dungey, compartió planes para expandir la franquicia. En abril de 2023, durante una reunión con inversores de Warner Bros., se anunció oficialmente que el proyecto estaba en desarrollo. Zaslav lo presentó como parte del lanzamiento del nuevo servicio de streaming Max, sucesor de HBO Max. Planearon que la serie se desarrollara a lo largo de una década y que cada temporada fuera una adaptación fiel de cada libro. Según Rowling, solo una serie de televisión podía ofrecer el «grado de profundidad y detalle» que Max estaba ideando. En ese momento, se estaba buscando un showrunner, mientras Heyman —productor de las películas originales— negociaba su rol como productor ejecutivo. Se espera que la primera temporada adapte por completo Harry Potter y la piedra filosofal (1997), el primer libro. Tras confirmarse que Rowling participaría como productora ejecutiva, surgió controversia debido a sus opiniones sobre temas transgénero. No obstante, el presidente y director ejecutivo de HBO y HBO Max, Casey Bloys, declaró que no sería apartada del proyecto. Blair y Kenley-Letts fueron confirmados como productores ejecutivos en abril de 2023.
Según Deadline Hollywood, en febrero de 2024 había una terna de candidatos para liderar creativamente la serie, entre los cuales se encontraba Gardiner, guionista de Succession (2018–2023). En junio, Gardiner fue contratada como showrunner y guionista, mientras que a Mylod se le asignó la dirección de varios episodios. Además, ambos, junto con Heyman, fueron anunciados como productores ejecutivos. Ese mes, y como parte de un cambio en la estrategia de distribución, se decidió que Harry Potter se emitiría a través de HBO en lugar Max.

### Castin
En septiembre de 2024 se publicó una convocatoria, a cargo de las directoras de castin Lucy Bevan y Emily Brockmann, para encontrar actores infantiles que interpretaran a Harry, Ron y Hermione. Se buscaban niños de entre 9 y 11 años cumplidos para abril de 2025, residentes del Reino Unido e Irlanda. Se indicó que los agentes debían presentar «intérpretes calificados, sin importar su etnia, sexo, discapacidad, raza, orientación sexual o identidad de género». Un total de 32 000 actores audicionaron para dichos papeles.
Desde noviembre hasta diciembre de 2024, se consideraron varios actores para distintos roles en la serie. Entre ellos estaban Mark Rylance y Mark Strong para interpretar a Dumbledore, Essiedu para Snape, Sharon Horgan y Rachel Weisz para McGonagall, y Brett Goldstein para Hagrid. Ese diciembre, se esperaba que pronto se tomara una decisión sobre los actores del trío protagonista. En febrero de 2025, Lithgow entró en negociaciones finales para interpretar a Dumbledore, y confirmó su fichaje dos semanas después. En marzo, Essiedu estaba cerca de cerrar su contrato como Snape, mientras McTeer y Frost comenzaban negociaciones para interpretar a McGonagall y Hagrid, respectivamente. En abril de 2025, se confirmó la integración de Lithgow, McTeer, Essiedu y Frost al elenco, mientras que Thallon y Whitehouse hicieron lo propio en los papeles recurrentes de Quirrell y Filch, respectivamente.
En mayo de 2025, McLaughlin, Stout y Stanton fueron elegidos como Harry, Ron y Hermione, respectivamente. Al mes siguiente, se anunció la incorporación al reparto recurrente de Bertie Carvel como Cornelius Fudge, Bel Powley como Petunia Dursley, Daniel Rigby como Vernon Dursley, Katherine Parkinson como Molly Weasley, Lox Pratt como Draco Malfoy, Johnny Flynn como Lucius Malfoy, Leo Earley como Seamus Finnigan, Alessia Leoni como Parvati Patil y Sienna Moosah como Lavender Brown. En julio, Rory Wilmot y Amos Kitson fueron fichados para los papeles de Neville Longbottom y Dudley Dursley, respectivamente, mientras que Louise Brealey se incorporó como Rolanda Hooch y Anton Lesser como Garrick Ollivander.

### Filmación

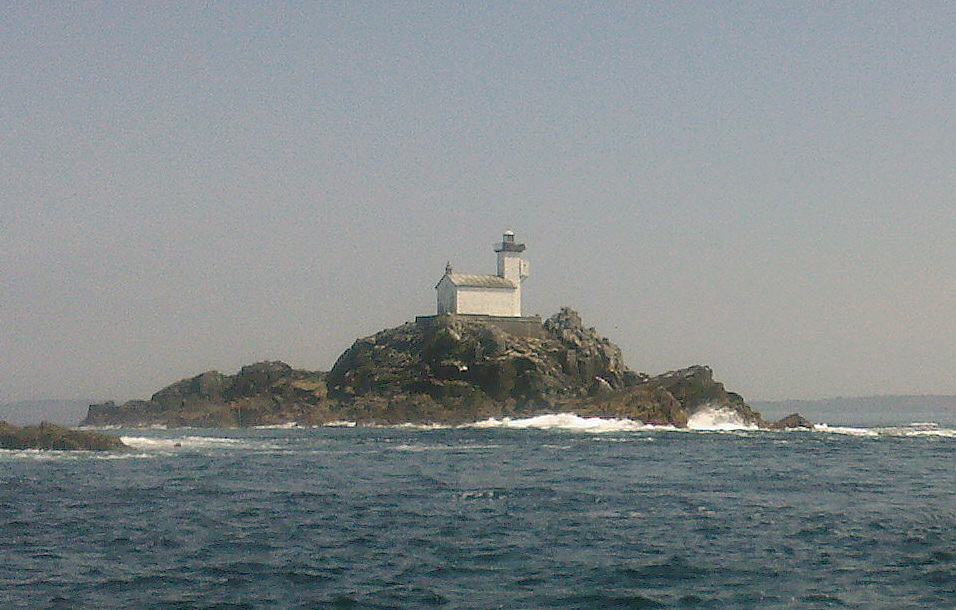
Exteriores fueron filmados en el faro de Tévennec, ubicado en el Raz de Sein (Francia).

La fotografía principal comenzó el 14 de julio de 2025 en Warner Bros. Studios Leavesden (Watford, Hertfordshire), donde tuvo lugar la filmación de las ocho películas originales de Harry Potter, con Adriano Goldman como director de fotografía. En el estudio se construyó una escuela provisional para los niños actores, diseñada para que la utilizaran hasta 600 alumnos. En mayo de 2025, se informó de la construcción del decorado de Privet Drive; al mes siguiente, del andén nueve y tres cuartos.
Los exteriores de la escena en la que Hagrid le revela a Potter que es un mago fueron filmados en el faro de Tévennec, ubicado en el Raz de Sein (Francia), desde el 19 al 24 de mayo de 2025, bajo estrictas medidas de confidencialidad. Originalmente, en los libros, esta escena se desarrolla en una isla que solo fue descrita por la autora como «una gran roca en medio del mar».
El 14 de julio de 2025, se publicó la primera foto de la producción, en la que aparecía McLaughlin en el uniforme del personaje. El 17 de julio de 2025, se vio que el rodaje tenía lugar en el Zoológico de Londres.

### Escritura
Además de Gardiner, Andy Greenwald, Bijan Sheibani, Josephine Gardiner, Laura Neal, Martha Hillier, Ripley Parker, Sam Holcroft y Ted Cohen también participan como guionistas.

### Diseño
Holly Waddington está a cargo del diseño de vestuario, mientras que Mara LePere-Schloop es la diseñadora de producción.

### Posproducción
Alexis Wajsbrot es el supervisor de efectos visuales.

## Lanzamiento
La serie se emitirá en HBO en Estados Unidos y está prevista para debutar a principios de 2027. Originalmente, estaba previsto que se lanzase en la plataforma Max.